# Station Montfort-le-Gesnois
Station Montfort-le-Gesnois is een spoorwegstation in de Franse gemeente Montfort-le-Gesnois.